# Белмонте Калабро
Белмонте Калабро (итал. Belmonte Calabro) је насеље у Италији у округу Козенца, региону Калабрија.
Према процени из 2011. у насељу је живело 456 становника. Насеље се налази на надморској висини од 340 м.

## Становништво
| 1931. | 1936. | 1951. | 1961. | 1971. | 1981. | 1991. | 2001. | 2011. |
| ----- | ----- | ----- | ----- | ----- | ----- | ----- | ----- | ----- |
| 5.154 | 4.904 | 4.343 | 3.376 | 3.041 | 3.123 | 3.125 | 3.022 | 2.007 |